# Xia Jia
Wang Yao (xinès simplificat: 王瑶, pinyin: Wáng Yao; Xi'an, província de Shaanxi, Xina, juny de 1984), coneguda amb el pseudònim Xia Jia (en xinès: 夏笳, transliterat en pinyin: Xià Jiā), és una escriptora xinesa de ciència-ficció i fantasia. Després d'obtenir el seu doctorat en literatura comparada i literatura universal en el departament de xinès de la Universitat de Pequín en 2014, és actualment professora de literatura xinesa a la Universitat de Xi'an Jiaotong.
Les obres curtes de ficció de Xia Jia han guanyat cinc premis Galaxy de ciència-ficció xinesa i sis premis Nebula xinesos de ciència-ficció i fantasia. Una de les seves històries curtes va rebre una menció d'honor en els Premis de Traducció de Ciència Ficció i Fantasia. Les seves històries han estat publicades a Nature, Clarkesworld, Year's Best SF, SF Magazine i en la influent revista xinesa de ciència-ficció Science Fiction World. A més dels escrits en xinès i anglès, els seus treballs han estat traduïts al txec, a l'italià, al japonès i al polonès.

## Biografia i treballs principals
Xia Jia va ingressar a la Facultat de Física de la Universitat de Pequín en 2002. Com a estudiant, Xia Jia es va especialitzar en ciències de l'atmosfera. Posteriorment va ingressar en el Programa d'Estudis Cinematogràfics de la Universitat de Comunicació de la Xina, on va completar la seva tesi de postgrau: Un estudi sobre les figures femenines en pel·lícules de ciència-ficció. L'any 2014 va obtenir un doctorat en literatura comparada i literatura universal en la Universitat de Pequín, amb la tesi La ciència-ficció xinesa i la seva política cultural des de 1990. Ara ensenya a la Facultat d'Humanitats i Ciències Socials de la Universitat de Xi'an Jiaotong.
Durant la seva vida universitària, va començar a escriure obres de ciència-ficció i va participar en clubs estudiantils d'aficionats a la ciència-ficció i la fantasia. Els seus contes curts van atreure l'atenció de la crítica des del principi, començant amb el seu primer conte guardonat amb el Premi Galaxy xinès: Guan Yaojing de Pingzi, en xinès 关妖精的瓶子 (publicat l'abril de 2004 a la revista Science Fiction World i traduït a l'anglès per Linda Rui Feng com The Demon-Enslaving Flask en el número de novembre de 2012 de la revista Renditions). Es tracta d'una obra de fabulació, en què el científic James Clerk Maxwell (1831-1879) rep un desafiament fàustic per part d'un dimoni, en el sentit literal de la paraula; la seva selecció per al premi es va veure acompanyada d'una disputa entre els crítics sobre si es podia enquadrar dins del gènere de ciència-ficció. L'obra està tan profundament entrellaçada amb anècdotes sobre la història de la ciència, i interpretacions literals de famosos experiments mentals, que requereix abundoses notes a peu de pàgina per explicar els seus acudits. No obstant això, està bastant en la línia de la tradició didàctica clàssica de la ciència-ficció xinesa, que crea històries on els elements de fantasia són simples eines per transmetre informació sobre la vida i el treball de figures icòniques com Arquimedes, Einstein, Schrödinger i el mateix Maxwell.
Els treballs posteriors reflecteixen el seu viatge acadèmic personal de la ciència més dura cap a les arts creatives. El seu primer treball llarg va ser la correcció de Jiuzhou Nilü (九州•逆旅, 'En camí: odissea de la fantasia xinesa'), part de la sèrie de fantasia de l'univers compartit de Jiuzhou. L'obra Bai Gui Ye Xing Jie (百鬼夜行街, publicada al número d'agost de 2010 de la revista Science Fiction World i traduïda a l'anglès per Ken Liu com A Hundred Ghosts Parade Tonight, 'Avui hi ha una desfilada de cent fantasmes') és molt més subtil i més madura, una visió infantil de la vida dins del que sembla un fantasma. Segueix el model de les històries xineses de fantasmes, però a poc a poc es revela com un parc temàtic d'un futur llunyà, deteriorat i poblat amb simulacres de cíborgs. Va ser nominat a la categoria de format curt del Science Fiction & Fantasy Translation Awards el 2013 i anunciat a la LiburniCon de 2013, celebrada a Opatija, Croàcia, del 23 al 25 d'agost de 2013.
El 4 de juny de 2015, el conte curt Rang Wo Men Shuoshuohua (让我们说说话, 'Xerrem una estona') va ser publicat a Nature. Pel fet de ser una dels primeres escriptores d'obres de ficció xineses que ha publicat a Nature, Xia Jia ha obtingut fama internacional entre els aficionats a la ciència-ficció de tot el món.

## Recerca i experiments cinematogràfics
Xia Jia du a terme recerca literària sobre ciència-ficció xinesa. Durant els seus programes de postgrau, la seva directora fou la famosa crítica cultural Dai Jinhua (戴锦华), professora de l'Institut de Literatura Comparada i Cultura de la Universitat de Pequín. Seguint la professora Dai, Xia Jia no només compon obres literàries i crítiques, sinó que també estudia pel·lícules de ciència-ficció i va arribar a dirigir i muntar una pel·lícula experimental de ciència-ficció, Parapax (2007), en què la protagonista (interpretada per ella mateixa) apareix amb tres identitats diferents en diferents universos paral·lels.
Un dels treballs de recerca de Xia Jia, Chinese science fiction in Post-Three-Body era ('La ciència-ficció xinesa en l'època posterior als Tres Cossos') publicat originalment al diari People's Daily, el 7 d'abril de 2015, va rebre el Premi de Plata als millors assajos en el 6è lliurament dels Premis Nebula xinesos de ciència-ficció i fantasia el 18 d'octubre de 2015.
Mentre ensenyava a la Universitat Xi'an Jiaotong, una de les principals universitats xineses de recerca de la Lliga C9, Xia Jia va impartir conferències sobre ciència-ficció xinesa i va actuar com a assessora de l'Aliança de Fans de Ciència Ficció Universitària de Xi'an.